# Vasili Kalinnikov
Vasili Sergheievici Kalinnikov (în rusă Василий Сергеевич Калинников) (n. 13 ianuarie 1866 - d. 11 ianuarie 1901) a fost un compozitor, dirijor și pianist.
S-a născut în familia lui Serghei Kalinnikov.  O lucrare profundă a lui Kalinnikov este Grustnaia Pesnia -Груctная пеcня- (Cântec Trist). Lucrarea pentru pian are două pagini.
Lucrările lui sunt 2 simfonii, 2 intermetto pentru orchestră, piese pentru pian, romanțe, muzică la tragedia lui Alexei Tolstoi „Țarul Boris”, tabloul simfonic „Cedrul și palmierul” etc.
Cele mai celebre lucrări ale lui sunt „Țarul Boris”, simfonia nr. 1 1895 și tabloul simfonic „Cedrul și palmierul” [1898].
Acesta a avut un frate mai tânar numit Viktor Kalinnikov(1870-1927). El, asemenea lui Vasili Kalinnikov, a fost compozitor. 
1. 1 2 3  Autoritatea BnF, accesat în 10 octombrie 2015
2. 1 2 3 4  MSR / Kalinnikov[*] Verificați valoarea |titlelink= (ajutor)
3. ↑  Grove Music Online, accesat în 13 martie 2023
4. ↑  Калинников Василий Сергеевич, Marea Enciclopedie Sovietică (1969–1978)[*]
5. ↑  „Vasili Kalinnikov”, Gemeinsame Normdatei, accesat în 31 decembrie 2014
6. ↑  CONOR.SI[*] Verificați valoarea |titlelink= (ajutor)